# Сєрий Ігор Сергійович
Сірий Ігор Сергійович — професор, кандидат технічних наук, ректор Мелітопольського інституту механізації сільського господарства (ТДАТУ) з 1971 по 1987 рр.

## Біографія
Ігор Сергійович Сірий народився 19 січня 1930 року у м. Вольське Саратовської області. 
У 1936 році пішов навчатися до школи в м. Сталінград. Під час війни родина була евакуйована, Ігор Сергійович навчався у школах міст Фрунзе, Скадовську та Очакові. 
У 1947 закінчив школу у м. Миколаїв.
У вересні того ж року вступив до Московського інституту механізації та електрифікації сільського господарства, який закінчив з відзнакою у 1952 році за спеціальністю  інженер-механік.
У 1952 році вступив до аспірантури.
В 1952 р. закінчив Московський інститут механізації та електрифікації сільського господарства зі спеціальності інженер-механік.
У 1956 році захистив дисертацію та здобув науковий ступінь кандидата технічних наук.
У 1956 році на запрошення ректора Мелітопольського інституту механізації сільського господарства Абрамчева Д. В. приїхав на роботу до Мелітополя та був зарахований асистентом кафедри ремонту машин МІМСГ. До 1961 року працював старшим викладачем, доцентом, завідувачем кафедри.
З 1961 по 1971 рік працював проректором з навчальної та наукової роботи. 
З 1966 року впродовж 25 років Ігор Сергійович був головою міського відділення товариства СРСР- Франція.
З 1971 по 1987 рік – ректор Мелітопольського інституту механізації сільського господарства. 
У 1980 році отримав вчене звання професора.
З 1987 по 2000 рік Сірий І. С. працював завідувачем кафедри «Взаємозамінність, стандартизація та технічні виміри».
З 2000 по 2020 рік - професор кафедри технічний сервіс в АПК (з 2018 року - кафедра «Технічний сервіс та системи в АПК»). Ігор Сергійович і сьогодні викладає на цій кафедрі.
За керівництва Ігоря Сергійовича:
У 1972-1973 рр. - обладнано 8 лекційних аудиторій для використання технічних засобів навчання і 2 класи програмованого навчання.
У 1973 році вперше, за ініціативи інституту, було створено 10 механізованих студентських загонів.
У 1974 році запроваджується поточна атестація студентів два рази на семестр. Така форма контролю знань отримала в наступні роки повне визнання. Цього ж року запроваджується курс «Основи наукових досліджень».
У МІМСГ було введено в експлуатацію будівлі:
- студентської  їдальні на 220 місць (1975 р.);
- бібліотеки з читальними залами на 300 місць (1976 р.);
- центру культури і дозвілля з глядацьким залом на 750 місць (1978 р.);
- навчального корпусу військової  кафедри  (1980 р.).

У 1979 році розпочато будівництво 10 - поверхового навчально-лабораторного корпусу (нині корпус 2).
 На березі Азовського моря побудовано СОК «Салют» : 7-поверховий спальний корпус, їдальню, адмінкорпус  з першим у Кирилівці критим кінотеатром.  
З жовтня 1979 року у МІМСГ почав працювати факультет підвищення кваліфікації керівних кадрів і спеціалістів сільського господарства.
МІМСГ став ВНЗ I категорії.
У 1981 році Мелітопольський інститут механізації сільського господарства було нагороджено Орденом Трудового Червоного Прапора. 

## Нагороди
За великі досягнення в роботі Сірий І. С. був нагороджений: 
- Медаль «За доблестный труд в ознаменование 100-летия со дня рождения Владимира Ильича Ленина» (1970 р.)
- «Орден Трудового Червоного Прапора № 1046660» (1976 р.)
- Наказом Президії Верховної Ради Української РСР від 28 січня 1980 р. присвоєно почесне звання Заслуженого працівника вищої школи Української РСР (посвідчення № 233 від 28.01.1980 р.)
- Медаль «Ветеран труда» (1985 р.)
- Відзнака Президента України – медаль «Захиснику Вітчизни» (1999 р.)
- Почесна грамота Кабінету Міністрів України (1999 р.)
- Орден «За заслуги перед Запорізьким краєм» III ступеня (2000 р.)
- Відмінник аграрної освіти та науки I ступеня (2004 р.)
- Почесна грамота Верховної Ради України «За особливості перед Українським народом» (2007 р.)
- Нагрудний знак «За захист прав людини» (2007 р.)
- Трудова відзнака «Знак Пошани» Міністерства аграрної політики та продовольства України (2009 р.)
- Орден «За заслуги перед Запорізьким краєм I ступеня (2010 р.)
- Почесний професор Таврійського державного агротехнологічного університету (2012 р.)